# Государственное образование
Государственное образование — национальная система образования, организуемая и управляемая государством и финансируемая за счёт налогов. Обычно государственное образование включает в себя планирование, контроль или прямое выполнение учебных планов и школьного образования различных академических уровней с преимущественной реализацией тех уровней, которые правовые нормы считают обязательными. Этот термин обычно применяется к формальному, дошкольному, начальному и среднему образованию. Он также применяется к среднему профессиональному образованию, а также к высшим учебным заведениям, которые получают государственную помощь.
Целью государственного образования является доступность образования для всего населения и создание желаемого уровня обучения для получения конкурентного преимущества. Государственное образование является обязанностью правительства, которое предоставляет физическое и учебное оборудование и даже учебные материалы для проведения исследований, и по этой причине обычно существуют органы государственного управления, связанные с системой образования, такие как департаменты или министерства образования, которые отвечают за организацию и контроль образовательных услуг в каждой стране.

## Характеристики
Государственное образование обычно включает в себя следующие руководящие принципы:
- Обязательное присутствие учащихся (до определённого возраста).
- Сертификация учителей, учебных заведений, учебников и учебных программ, проводимая правительством или учительской организацией.
- Тесты и стандарты, установленные правительством.